# Alfred Bester
Alfred Bester (New York, 18 december 1913 - 30 september 1987) was een Amerikaanse sciencefictionschrijver. Hij won de eerste Hugo Award in 1953 voor zijn roman The Demolished Man.
Bester publiceerde zijn eerste korte verhaal The Broken Axiom in 1939 na het winnen van een wedstrijd voor amateur schrijvers. Robert Heinlein startte zijn carrière met dezelfde wedstrijd. Na publicatie van een aantal korte verhalen in het tijdschrift Astounding Science Fiction onder redacteur John W. Campbell,   werkte Bester vanaf 1942 aan stripverhalen bij DC Comics. Hij schreef onder andere voor Superman, Batman, Captain Marvel en de Green Lantern.
In het begin van de jaren 50 wijdde hij zich weer aan SF-verhalen met als beste resultaten Disappearing Act (1953), Fondly Fahrenheit (1954) en The Men Who Murdered Mohammed (1958 - over onsuccesvolle pogingen om de geschiedenis te veranderen door tijdreizen). Zijn enorme reputatie is echter gebaseerd op twee boeken The Demolished Man en The Stars My Destination (ook bekend als Tiger! Tiger!).
In The Stars My Destination is Gulliver Foyle een schipbreukeling in de ruimte. Hij zweert wraak te nemen op de bemanning van een ruimteschip dat hem aan zijn lot overliet. Het is een soort SF-versie van De Graaf van Monte Cristo van Alexandre Dumas en wordt wel gezien als een vroege voorloper van de cyberpunk.
The Demolished Man vertelt het verhaal van Ben Reich, een succesvolle zakenman, die een moord pleegt in een maatschappij waar dat nauwelijks meer voorkomt. De politie gebruikt namelijk telepathische hulpmiddelen om dat soort misdaden te voorkomen - en ook om Ben op te sporen.
Laat in de jaren 50 werd Bester redacteur bij het tijdschrift Holiday.  Meer dan tien jaar later, toen het tijdschrift ophield te bestaan, keerde Bester nogmaals terug naar de SF. Hij haalde niet meer zijn eerdere niveau.
In 1987 ontving hij de Nebula Grand Master Award voor zijn totale oeuvre.